# Szlachcin-Huby
Szlachcin-Huby – wieś w Polsce, w województwie wielkopolskim, w powiecie średzkim, w gminie Środa Wielkopolska.
Do 2023 miejscowość była częścią wsi Szlachcin.
W latach 1975–1998 Szlachcin-Huby administracyjnie należały do województwa poznańskiego.